# Ancre (rivier)
De Ancre is een rechtse zijrivier van de Somme in Hauts-de-France (Noord-Frankrijk).
De Ancre is 38 km lang, ontspringt in de buurt van Miraumont en stroomt in zuidwestelijke richting. Haar belangrijkste arm mondt uit in de Somme te Aubigny.
De rivier loopt door Albert, aan de rand van het gemeentelijk park, vlak bij het Museum Somme 1916 en daar ook onder het transept van de Basiliek Notre-Dame de Brebières.
- Bibliothèque nationale de France: cb157892651 (data)
- Virtual International Authority File: 6946151595785305470000